# Polymnia
Polymnia L., 1753 è un genere di piante spermatofite dicotiledoni appartenenti alla famiglia delle Asteraceae. È l'unico genere della tribù Polymnieae (H. Rob.) Panero, 2002.

## Etimologia
Il nome del genere (Polymnia) deriva dalla musa greca della musica sacra e della danza, ed è stato definito per la prima volta da Carl von Linné (1707 – 1778) biologo e scrittore svedese, considerato il padre della moderna classificazione scientifica degli organismi viventi, nella pubblicazione "Species Plantarum" del 1753. Il nome della tribù (derivato dal suo unico genere) è stato proposto in via definitiva dal botanico contemporaneo José L. Panero  (1959-) nella pubblicazione  "Proceedings of the Biological Society of Washington - 115(4): 919 (2002)" del 2002.

## Descrizione
Le specie di questo genere hanno un habitus erbaceo con cicli biologici perenni. Sono piante prive di lattice. L'altezza varia da 50 a 150 cm.
I fusti sono eretti e ramificati in posizione distale. Le radici possono essere rizomatose.
Le foglie in maggioranza sono cauline e lungo il fusto sono disposte in modo opposto; sono inoltre picciolate (il picciolo può essere alato). La lamina ha un contorno da cordato a deltato o rombico, possono essere intere o profondamente pennatofide (da 3 a 11 lobi); a volte i margini finali possono essere grossolanamente dentati. La superficie può essere glabra, pelosa (per peli irti) o ghiandolosa (ghiandole stipitate o punteggiate).
Le infiorescenze sono composte da alcuni capolini (da 2 a 5) di tipo radiato raccolti in cime terminali panicoliformi.  I capolini sono formati da un involucro a forma da campanulata a emisferica composto da squame (o brattee) disposte in modo embricato su 2 - 3 serie al cui interno un ricettacolo da convesso a debolmente conico, e provvisto di pagliette, fa da base ai fiori di due tipi: quelli esterni del raggio (ligulati) e quelli più interni del disco (tubulosi). Le squame, persistenti da 6 a 21, sono subuguali a consistenza erbacea, senza bordi ialini e densamente ricoperte da ghiandole sulla faccia abassiale. Le pagliette hanno forme varie: da obovate a oblanceolate o spatolate. Diametro dell'involucro: 4 – 15 mm.
Formula fiorale: per queste piante viene indicata la seguente formula fiorale:
* K 0/5, C (5), A (5), G (2), infero, achenio
I fiori sono tetraciclici (a cinque verticilli: calice – corolla – androceo – gineceo) e pentameri (ogni verticillo ha 5 elementi). I fiori del raggio da 2 a 6, sono femminili e fertili con corolle colorate da bianco a crema-bianca; gli apici delle ligule sono trilobati con quello centrale più lungo e più ampio di quelli laterali; la parte abassiale della ligula è pubescente.  I fiori del disco da 12 a 30, sono funzionalmente maschili; le corolle hanno 5 lobi, sono colorate da giallo a bianco-giallo e sono ricoperte da tricomi multicellulari (i tricomi ghiandolosi non sono presenti); le gole del tubo sono ampiamente campanulate (il tubo è meno lungo della gola). Il calice è ridotto ad una coroncina di squame.
L'androceo è formato da 5 stami con filamenti liberi e antere saldate in un manicotto circondante lo stilo. Le antere sono pallide, in genere sono colorate da giallo a marrone, sono prive di speroni e di code, le appendici sono deltate; le facce abassiali sono ricoperte da ghiandole; l'endotecio è formato da celle fusiformi con 1 - 3 ispessimenti polari. Il polline ha una forma sferica ed è echinato. Diametro del polline: 25 - 27 micrometri.
Il gineceo ha un ovario (molto ridotto) uniloculare, infero, formato da due carpelli.. Lo stilo sottile termina con due stigmi. Gli stigmi dei fiori del disco sono fusi assieme ad eccezione degli apici che sono deltati. Gli stigmi dei fiori del raggio sono affusolati e privi di papille sulla faccia abassiale. Le superfici stigmatiche sono delle linee continue situate ai bordi dei bracci dello stilo.
I frutti sono degli acheni con pappo. L'achenio ha una forma obcompressa, ampiamente ovata e biconvessa con 3 - 6 coste o nervature. È privo di striature longitudinali, mentre le pareti sono carbonizzate. Il pappo è formato da una minuta corona oppure è assente del tutto.

## Biologia
- Impollinazione: l'impollinazione avviene tramite insetti (impollinazione entomogama).
- Riproduzione: la fecondazione avviene fondamentalmente tramite l'impollinazione dei fiori (vedi sopra).
- Dispersione: i semi cadendo a terra (dopo essere stati trasportati per alcuni metri dal vento per merito del pappo, se presente – disseminazione anemocora) sono successivamente dispersi soprattutto da insetti tipo formiche (disseminazione mirmecoria).

## Distribuzione e habitat
Le specie di questo genere sono distribuite nella parte orientale degli USA e Canada e nel Brasile centrale.

## Tassonomia
La famiglia di appartenenza del genere (Asteraceae o Compositae, nomen conservandum) è la più numerosa del mondo vegetale, comprende oltre 23000 specie distribuite su 1535 generi (22750 specie e 1530 generi secondo altre fonti). All'interno della famiglia il genere Polymnia fa parte della sottofamiglia Asteroideae (una delle 12 sottofamiglie nella quale è stata suddivisa la famiglia Asteraceae), mentre Polymnieae è una delle 21 tribù della sottofamiglia.

### Filogenesi

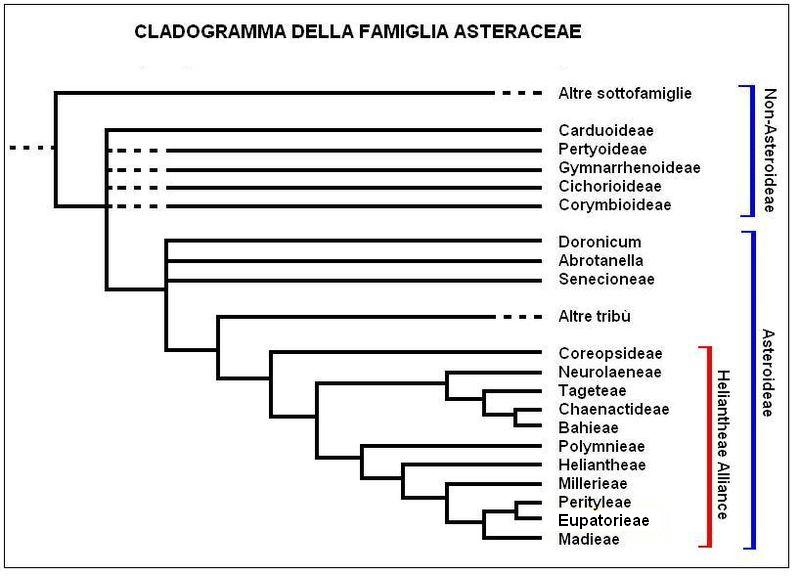
Cladogramma Heliantheae Alliance

Da un punto di vista filogenetico, la tribù Polymnieae fa parte del gruppo Heliantheae Alliance che insieme al resto della sottofamiglia (Asteroideae) è una delle due grandi divisioni ("Asteroideae clade") della famiglia Asteraceae. L'altra è il supergruppo "Non-Asteroideae" o "Non-Asteroideae clade" contenente il resto delle undici sottofamiglie).

Il gruppo “Heliantheae Alliance” si distingue soprattutto per le brattee involucrali disposte su 1 – 3 serie, per le teche delle antere che sono spesso annerite e senza speroni e code, per la presenza di peli sotto la divisione dello stilo, per i rami dello stilo (gli stigmi) s'incurvano a maturità e per le appendici dello stilo che sono solitamente più corte della porzione stigmatica (tranne in Eupatoriaea). Questo gruppo viene anche definito Phytomelanic cipsela clade e forma un clade caratterizzato dalla presenza nella cipsela di uno strato di fitomelanina (acheni anneriti o carbonizzati). Il cladogramma (Cladogramma Heliantheae Alliance) a lato illustra i rapporti filogenetici tra le varie tribù di tale raggruppamento.

In precedenza il genere Polymne era descritto all'interno della tribù Heliantheae e della sottotribù Polymniinae H. Robinson (Robinson, 1978). In seguito a ricerche di tipo filogenetico sul DNA si è stabilito che questo genere è profondamente divergente all'interno del gruppo "Heliantheae Alliance" per cui è “gruppo fratello” dei membri più basali del gruppo, ma diverge da altri importanti gruppi come Athroismeae, Helenieae e Coreopsideae per cui è stato posizionato in una specifica tribù.

I caratteri più distintivi (e più significativi da un punto di vista tassonomico) del genere sono:
- la poca differenza delle brattee interne-esterne dell'involucro;
- la superficie superiore dei fiori del raggio quasi liscia;
- la presenza di cellule allungate sulla superficie interna dei lobi dei fiori del disco;
- il colore pallido delle teche delle antere;
- la presenza di piccole cellule regolari sulla superficie degli acheni;
- la mancanza di striature sulle pareti dell'achenio.

Il numero cromosomico delle specie di questo genere è 2n = 30.

### Elenco delle specie
Il genere Polymnia è formato circa da una mezza dozzina di specie elencate qui sotto:
- Polymnia aspera (Mart.) Mart. ex DC., 1836
- Polymnia canadensis  L., 1753
- Polymnia cocuyensis  Cuatrec., 1954
- Polymnia cossatotensis  Pittman & V.M.Bates, 1989
- Polymnia laevigata  Beadle, 1898
- Polymnia quichensis  J.M.Coult., 1895
- Polymnia silphioides DC., 1836
- Polymnia sonchifolia  Poepp.

L'esatta circoscrizione delle specie di questo genere è ancora oggetto di studio e ricerca; la documentazione reperibile spesso è discordante.

### Sinonimi
L'entità di questa voce ha avuto nel tempo diverse nomenclature. L'elenco seguente indica alcuni tra i sinonimi più frequenti:
- Alymnia Neck.
- Polymniastrum Lam.